# Luis Callejo
Luis Callejo Martínez (Segovia, 1 de agosto de 1970) es un actor de cine, teatro y televisión español.

## Biografía
En 1993 se matriculó en la RESAD y en 1997 se licenció en Arte Dramático.
Luis Callejo habla varios idiomas, aparte de español, inglés y francés y además tiene un nivel básico de italiano. Tiene experiencia como actor tanto en inglés como en francés. Estudió en Madrid junto a Nacho Guerreros (entre otros), Arte dramático, y comenzó haciendo teatro, hasta que pasó a ser actor de cine.
Entre 2011 y 2013 participó en la serie El barco hasta su finalización y, en 2016, en la serie de Telecinco, Alatriste.

## Filmografía

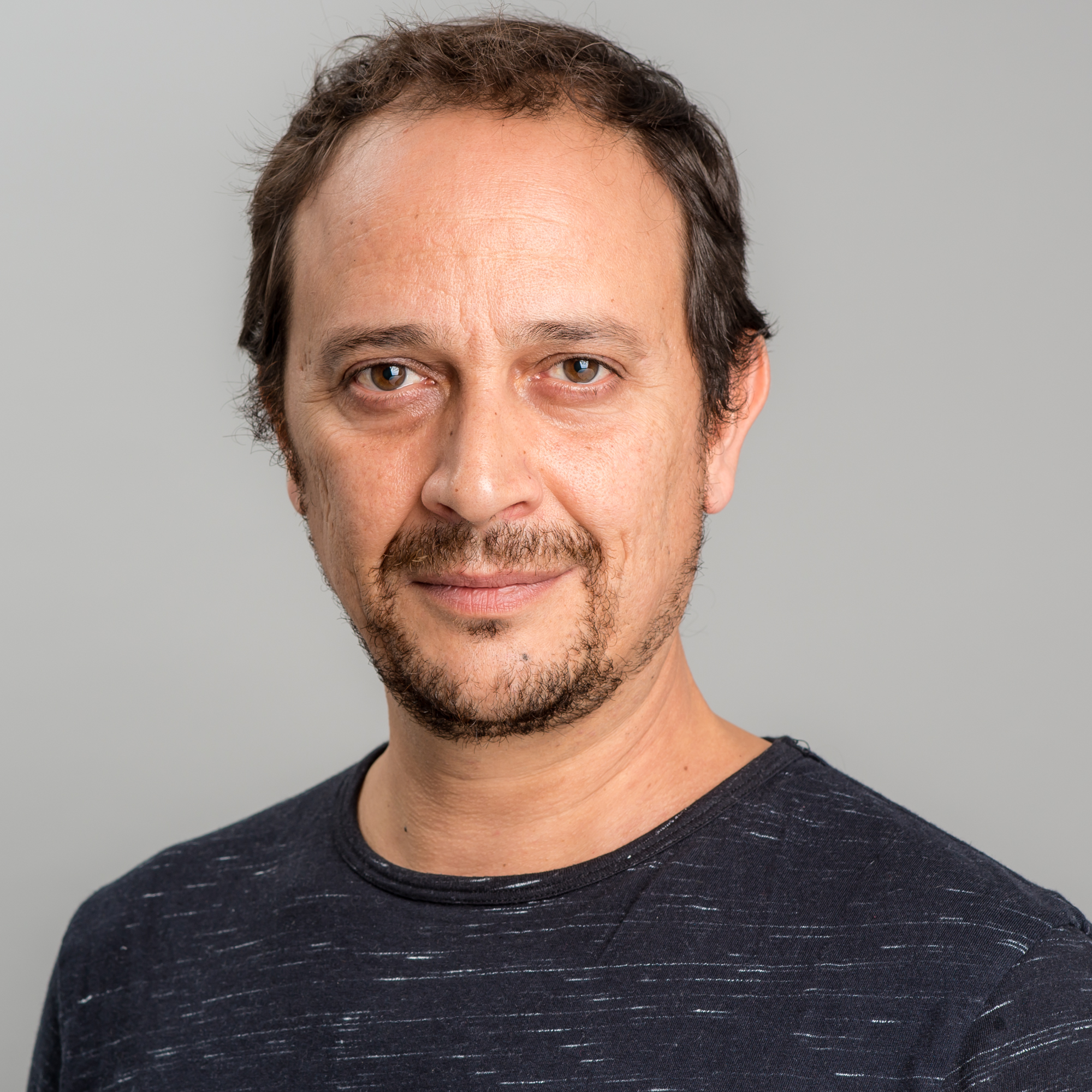
Luis Callejo en 2016

| Película                       | Personaje                     | Director                             | Año  |
| ------------------------------ | ----------------------------- | ------------------------------------ | ---- |
| Juego de luna                  | Tomás                         | Mónica Laguna                        | 2001 |
| Sobre el arco iris             | Ludwig                        | Gonzalo López-Gallego                | 2003 |
| Princesas                      | Manuel                        | Fernando León de Aranoa              | 2005 |
| El penalti más largo del mundo | Khaled                        | Roberto Santiago                     | 2005 |
| La caja Kovak                  | Caves Caretaker               | Daniel Monzón                        | 2006 |
| Che: Guerrilla                 | Interrogador boliviano        | Steven Soderbergh                    | 2007 |
| El club de los suicidas        | Manuel                        | Roberto Santiago                     | 2007 |
| Amigos de Jesús                | Mateo                         | Antonio Muñoz de Mesa                | 2007 |
| Goal II: Living the Dream      | Reportero                     | Jaume Collet-Serra                   | 2007 |
| El patio de mi cárcel          | Sergio                        | Belén Macías                         | 2008 |
| La mujer del anarquista        | José María Muñoz              | Marie Noelle y Peter Sehr            | 2008 |
| Los girasoles ciegos           | Fiscal militar                | José Luis Cuerda                     | 2008 |
| El jardín del edén             | Señor Jean                    | John Irvin                           | 2008 |
| El mal ajeno                   | Carlos                        | Oskar Santos                         | 2009 |
| Siete minutos                  | Zulu                          | Daniela Fejerman                     | 2009 |
| Al final del camino            | Arturo                        | Roberto Santiago                     | 2009 |
| Triage                         | Comandante Pesh Merga         | Danis Tanović                        | 2009 |
| El diario de Carlota           | Manuel                        | José Manuel Carrasco                 | 2010 |
| La mula                        | Troitiño                      | Michael Radford                      | 2010 |
| Lo contrario al amor           | Fidel                         | Vicente Villanueva                   | 2011 |
| 23-F: la película              | Santiago Vecinos              | Chema de la Peña                     | 2011 |
| ¿Estás ahí?                    | Ignacio                       | Roberto Santiago                     | 2011 |
| Lucas (Cortometraje)           | Álvaro                        | Álex Montoya                         | 2012 |
| Ojos que no ven (Cortometraje) | Luis                          | Natalia Mateo                        | 2012 |
| La herida                      | Chico en fiesta               | Fernando Franco                      | 2013 |
| Gente en sitios                |                               | Juan Cavestany                       | 2013 |
| Temporal                       | Maltratador                   | José Luis López González             | 2013 |
| Mi gran noche                  | Regidor                       | Álex de la Iglesia                   | 2015 |
| Palmeras en la nieve           | Gregorio                      | Fernando González Molina             | 2015 |
| El hombre de las mil caras     | Juan Alberto Belloch          | Alberto Rodríguez                    | 2016 |
| Kiki, el amor se hace          | Antonio                       | Paco León                            | 2016 |
| Tarde para la ira              | Curro                         | Raúl Arévalo                         | 2016 |
| Cien años de perdón            | Domingo                       | Daniel Calparsoro                    | 2016 |
| Risen                          | Joses                         | Kevin Reynolds                       | 2016 |
| La Promesa                     | Oficial de inteligencia turco | Terry George                         | 2016 |
| Oro                            | Pater Vargas                  | Agustín Díaz Yanes                   | 2017 |
| Es por tu bien                 | Joaquín                       | Carlos Therón                        | 2017 |
| El aviso                       | Lisandro                      | Daniel Calparsoro                    | 2018 |
| En las estrellas               | Víctor                        | Zoe Berriatúa                        | 2018 |
| Jefe                           | Cesar                         | Sergio Barrejón                      | 2018 |
| Intemperie                     | Capataz                       | Benito Zambrano                      | 2019 |
| Mientras dure la guerra        | Emilio Mola                   | Alejandro Amenábar                   | 2019 |
| Malnazidos                     | Sargento                      | Javier Ruiz Caldera, Alberto de Toro | 2020 |
| Ane                            | Eneko                         | David Pérez Sañudo                   | 2020 |
| Érase una vez en Euskadi       | Jesús                         | Manu Gómez                           | 2021 |
| Bajocero                       | Ramis                         | Lluís Quílez                         | 2021 |
| Donde caben dos                | Paco                          | Paco Caballero                       | 2021 |

## Televisión
| Serie                    | Personaje                  | Año       |
| ------------------------ | -------------------------- | --------- |
| Manos a la obra          |                            | 2001      |
| Aquí no hay quien viva   | Capítulo 4x02              | 2004      |
| Los hombres de Paco      | Aureliano Márquez          | 2005      |
| Aída                     | Vicente                    | 2007      |
| Cazadores de hombres     | Ignacio Mendoza            | 2008      |
| Supercharly              | Carlos Navarro/Supercharly | 2010      |
| El barco                 | Julián de la Cuadra        | 2011-2013 |
| Crossing Lines           | Raúl Campo                 | 2014      |
| Alatriste                | Luis de Alquezar           | 2015      |
| El ministerio del tiempo | Manuel Godoy               | 2017      |
| El Continental           | Benítez                    | 2018      |
| Vis a vis                | Andrés Frutos              | 2018      |
| La peste                 | Conrado                    | 2019      |
| Libertad                 | Gobernador Montejo         | 2021      |
| Apagón                   | Ernesto                    | 2022      |
| La noche más larga       | Simón Lago                 | 2022      |
| Vestidas de azul         | Antonio Giménez-Rico       | 2023      |

## Teatro
| Obra                                       | Director        | Año       |
| ------------------------------------------ | --------------- | --------- |
| Los carniceros                             | Denis Rafter    | 1997      |
| Casa con dos puertas mala es de guardar    | Javier Veiga    | 1999      |
| Los tres mosqueteros buscando a Dartañan   | Javier Veiga    | 2002      |
| Bent                                       | Gina Piccirilli | 2005      |
| La verdadera historia de los hermanos Marx | Álvaro Lavín    | 2007-2008 |
| Urtain                                     | Andrés Lima     | 2008-2009 |

## Premios y nominaciones
Premios Fugaz al cortometraje español
| Año  | Categoría   | Cortometraje  | Resultado |
| ---- | ----------- | ------------- | --------- |
| 2017 | Mejor actor | Vida en Marte | Ganador   |
| 2018 | Mejor actor | Enemigos      | Nominado  |

Premios Sant Jordi de Cinematografía
| Año  | Categoría                        | Película          | Resultado |
| ---- | -------------------------------- | ----------------- | --------- |
| 2016 | Mejor actor en película española | Tarde para la ira | Ganador   |

Premios Goya
| Año  | Categoría                                   | Película          | Resultado |
| ---- | ------------------------------------------- | ----------------- | --------- |
| 2005 | Mejor actor revelación                      | Princesas         | Nominado  |
| 2016 | Mejor interpretación masculina protagonista | Tarde para la ira | Nominado  |
| 2019 | Mejor interpretación masculina de reparto   | Intemperie        | Nominado  |